# Photon
Photon – polski film eksperymentalny z 2017 roku w reżyserii Normana Leto.

## Treść
Photon to film przedstawiający rozwój wszechświata od Wielkiego Wybuchu poprzez rewolucję kwantową, formowanie się planet i ewolucję życia biologicznego. Produkcja zawiera wizualizacje zjawisk fizycznych w formie animowanych wzorów cząsteczek, fal i procesów niedostrzegalnych gołym okiem. Film łączy abstrakcyjne koncepcje naukowe z ich wizualną prezentacją; został zainspirowany pracami brytyjskiego fizyka Davida Deutscha.

## Nagrody
| Rok  | Festiwal/instytucja                                                                  | Nagroda                                          | Źródło |
| ---- | ------------------------------------------------------------------------------------ | ------------------------------------------------ | ------ |
| 2017 | Międzynarodowy Festiwal Filmowy Nowe Horyzonty                                       | Nagroda Publiczności                             | [ 2 ]  |
| 2017 | Festiwal Polskich Filmów Fabularnych                                                 | Złoty Pazur w konkursie Inne Spojrzenia          | [ 3 ]  |
| 2018 | „Polityka”                                                                           | Paszport „Polityki”                              | [ 4 ]  |
| 2018 | Festiwal Filmu Polskiego „FilmPolska” w Berlinie                                     | Wyróżnienie Jury                                 | [ 1 ]  |
| 2018 | Koszaliński Festiwal Debiutów Filmowych „Młodzi i Film”                              | Wielki Jantar za pełnometrażowy debiut fabularny | [ 5 ]  |
| 2018 | Międzynarodowy Festiwal Filmów Animowanych „Animator”                                | Nagroda dla najlepszego filmu pełnometrażowego   | [ 1 ]  |
| 2019 | Państwowa Wyższa Szkoła Filmowa, Telewizyjna i Teatralna im. Leona Schillera w Łodzi | Nagroda im. Andrzeja Munka                       | [ 1 ]  |